# 加納啓良
加納 啓良（かのう ひろよし、1948年3月22日- ）は、日本の経済学者。学位は、経済学博士（東京大学・論文博士・1990年）（学位論文「インドネシア農村経済論」）。東京大学名誉教授。

## 経歴
東京都北多摩郡（現府中市）生まれ。東京教育大学附属駒場高等学校卒、1970年東京大学経済学部卒業、1971年アジア経済研究所研究員、1984年東京大学東洋文化研究所助教授、1991年教授、2012年定年退任、名誉教授。
1990年東京大学にて経済学博士の学位を取得。1989年『インドネシア農村経済論』でアジア・太平洋賞特別賞受賞。インドネシアを中心に東南アジアの経済・社会を研究。妻は永野善子。

## 著書
- 『パグララン 東部ジャワ農村の富と貧困』アジア経済研究所 1979
- 『揺れる多島国家 スハルト体制の15年』教育社 入門新書 時事問題解説 1979
- 『サワハン 「開発」体制下の中部ジャワ農村』アジア経済研究所 1981
- 『インドネシア農村経済論』勁草書房 1988
- 『インドネシア繚乱』文春新書 2001
- 『インドネシアを齧る 知識の幅をひろげる試み』めこん 2003
- 『現代インドネシア経済史論 輸出経済と農業問題』東京大学出版会 2004
- Indonesian Exports, Peasant Agriculture and the World Economy, 1850-2000 : Economic Structures in a Southeast Asian State.NUS Press,c2008.
- 『東大講義東南アジア近現代史』めこん 2012
- 『〈図説〉「資源大国」東南アジア 世界経済を支える「光と陰」の歴史』洋泉社 歴史新書y 2014

### 編著・監修
- 『中部ジャワ農村の経済変容 チョマル郡の85年』編 東京大学出版会 1994
- 『岩波講座東南アジア史 第6巻 植民地経済の繁栄と凋落』責任編集 岩波書店 2001
- 『インドネシア検定 インドネシア検定公式テキスト』監修 めこん 2010

### 翻訳
- ヤン・M.プルヴィーア『東南アジア現代史 植民地・戦争・独立』長井信一監訳 白石昌也、末広昭、白石愛子、古田元夫、木村睦男共訳 東洋経済新報社 1977
- テー・キアン・ウィー編『インドネシアの経済』村井吉敬・水野広祐共訳 めこん 1984
- ヘディ・シュリ・アヒムサ・プトラ『ベチャ引き家族の物語 インドネシアの「貧困の文化」』染谷臣道共訳 井村文化事業社 東南アジアブックス インドネシアの社会 1988
- アン・ダナム『インドネシアの農村工業 ある鍛冶村落の記録』監訳 前山つよし訳 慶應義塾大学出版会 2015